# Kongeriget Irland
Kongeriget Irland var navnet på den irske stat fra 1541 til 1800. Det erstattede Lordship af Irland, da Henrik 8. af England bestemte sig for at generobre Irland. Kongeriget Irland ophørte med at eksistere med udgangen af år 1800, da det blev forenet med Kongeriget Storbritannien og indgik i Det Forenede Kongerige Storbritannien og Irland, der blev oprettet på den første dag i 1801.
| Historie | Spire Denne historieartikel er en spire som bør udbygges. Du er velkommen til at hjælpe Wikipedia ved at udvide den. |

53°20′00″N 6°15′00″V / 53.333333333333°N 6.25°V